# Tanacetum aureum
Tanacetum aureum là một loài thực vật có hoa trong họ Cúc. Loài này được (Lam.) Greuter & al. mô tả khoa học đầu tiên năm 2005.